# سجق فيينا

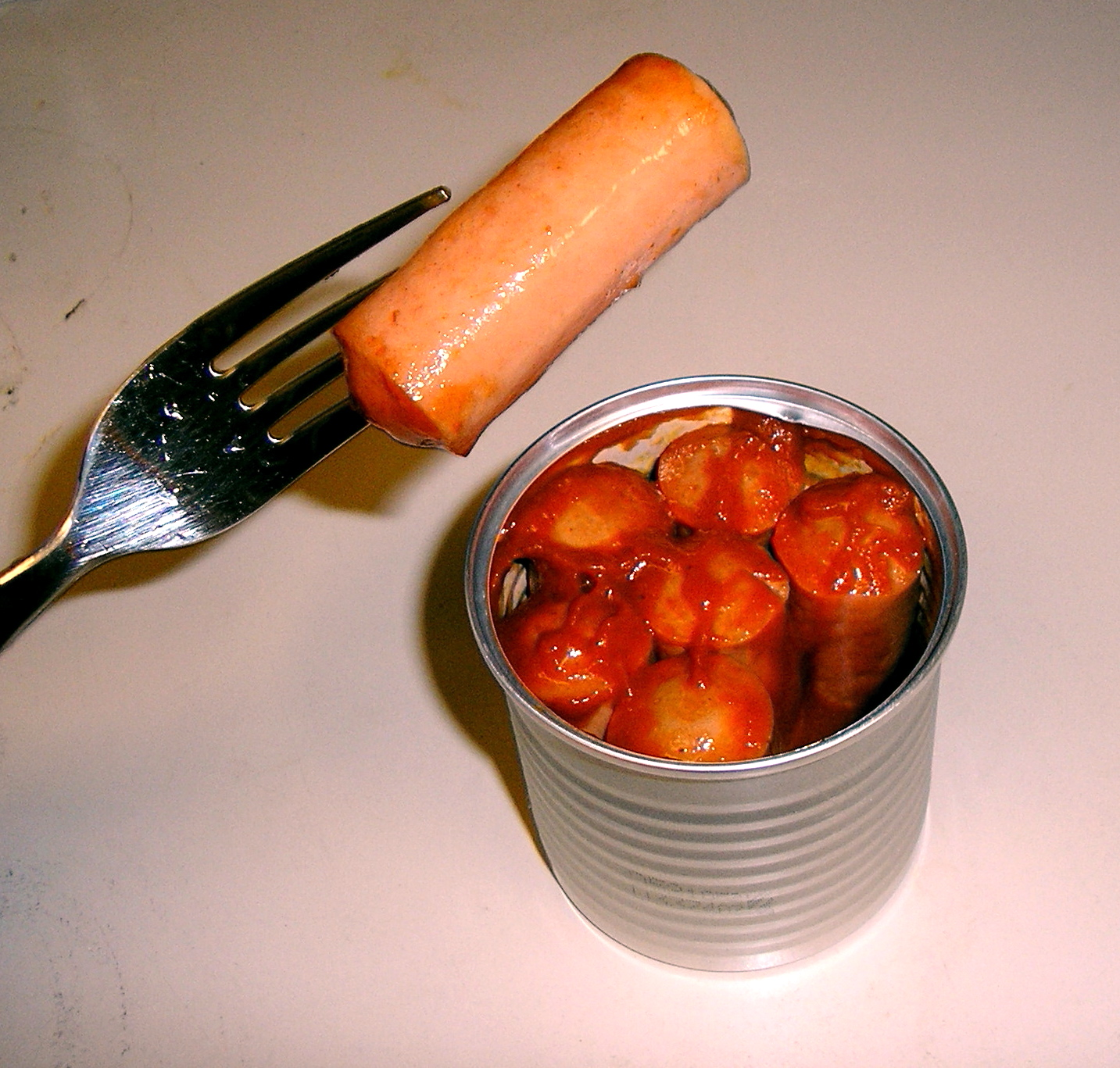
نقانق فيينا من أمريكا الشمالية مغموسة في صلصة الطماطم من تاباسكو

سجق فيينا (بالألمانية: Wiener Würstchen) يُحضَّر بالطريقة التقليدية من لحم الخنزير ولحم البقر داخل غلاف مصنوع من أمعاء الخراف، ثم يُدَخَّن عند درجة حرارة منخفضة. تعني كلمة Wiener بالألمانية "فييني". في النمسا، يُعد استخدام مصطلح Wiener للإشارة إلى هذا النوع من الطعام غير شائع، حيث يُعرف عادةً باسم Frankfurter Würstl.

## أوروبا
في بعض الدول الأوروبية، قد يُطلق على النقانق المطبوخة والمدخنة غالبًا والتي يتم شراؤها طازجة من محلات السوبر ماركت ومحلات الأطعمة الشهية ومحلات الجزارة اسم (كما هو الحال في الألمانية أو الفرنسية) والذي يُترجم إلى الإنجليزية باسم "نقانق فيينا". تقليديا، يتم تصنيعها من لحم الخنزير المملح، ولكن في شرق وجنوب أوروبا، تعتبر النقانق المصنوعة من الدجاج أو الديك الرومي أكثر شيوعًا؛ كما يتم بيعها أيضًا في أماكن بها عدد كبير من الأشخاص الذين لا يأكلون لحم الخنزير لأسباب دينية. تتمتع النقانق المباعة في أوروبا بمذاق وملمس يشبه إلى حد كبير النقانق الساخنة في أمريكا الشمالية، ولكنها عادة ما تكون أطول وأرق إلى حد ما، مع غلاف خفيف للغاية صالح للأكل. غالبًا ما يطلق على النقانق الأوروبية فيينا التي يتم تقديمها ساخنة في كعكة طويلة مع التوابل اسم "هوت دوج"، في إشارة إلى الساندويتش الطويل ككل. نوع من النقانق التي تشبه النقانق فيينا، غنية بالبهارات والفلفل الحلو، وتُعرف باسم ديبريسينر.

## أمريكا الشمالية
بعد أن تم جلبها إلى أمريكا الشمالية من قبل المهاجرين الأوروبيين، أصبحت "نقانق فيينا" تعني فقط النقانق المدخنة والمعلبة الأصغر والأقصر بكثير، بدلاً من النقانق المترابطة، بدءًا من حوالي عام 1903. ومع ذلك، ليس لديهم معيار فيدرالي للهوية. يتم تصنيع النقانق في فيينا في أمريكا الشمالية على نحو مشابه للنقانق أو الهوت دوج، حيث يتم طحنها ناعماً إلى قوام المعجون وخلطها بالملح والتوابل المختلفة، مثل مسحوق الثوم ومسحوق البصل والكزبرة والقرنفل وجوزة الطيب والفلفل الأحمر.  يتم حشو النقانق في غلاف طويل، مدخن في بعض الأحيان، ومطبوخ دائمًا بشكل جيد. ابتداءً من الخمسينيات من القرن العشرين، تمت إزالة الأغلفة. يتم تقطيع النقانق إلى قطع قصيرة للتعليب والطهي. وهي متوفرة بشكل عادي (في الجيلاتين، على غرار هلام) أو مع مجموعة متنوعة من النكهات، مثل الصلصة المدخنة، أو الخردل، أو الفلفل الحار، أو صلصة الشواء. وصل استهلاك النقانق في فيينا إلى ذروته في الفترة ما بين أربعينيات وسبعينيات القرن العشرين، لكنه بدأ في الانخفاض منذ ذلك الحين.